# Skalsko
Skalsko je obec v okrese Mladá Boleslav ve Středočeském kraji. Rozkládá se asi dvanáct kilometrů západně od Mladé Boleslavi. Žije zde 393 obyvatel.
Obec je položena ve svahu nad hlubokým údolím Strenického potoka. Vyskytují se zde roubené stavby a pod některými usedlostmi (čp. 9 a 17) se nachází rozsáhlé sklepy vytesané do pískovcové skály. Skalsko bylo v roce 1995 prohlášeno vesnickou památkovou zónou.

## Historie

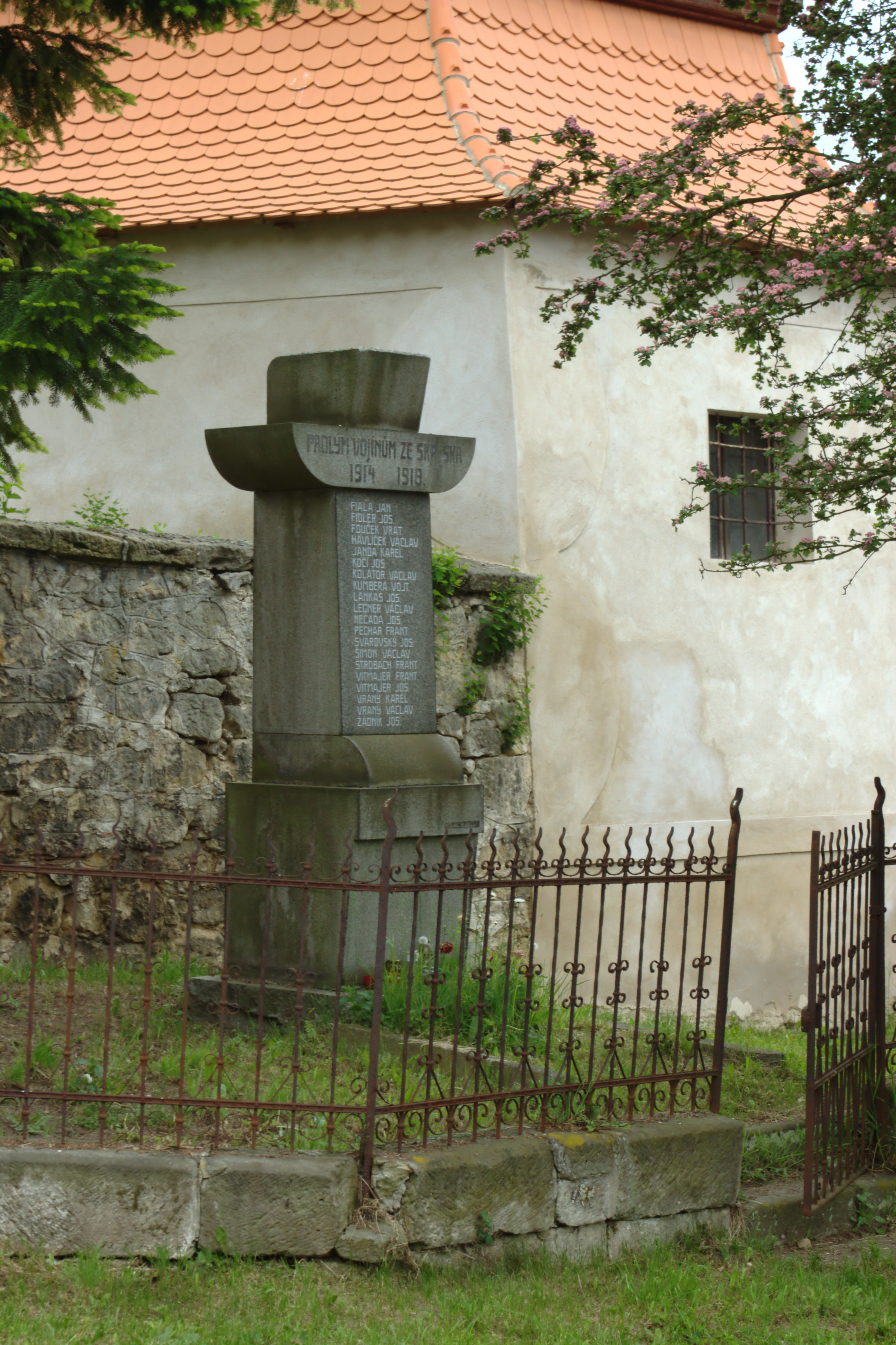
Památník obětem první světové války

Obec je v písemných pramenech poprvé připomínána v roce 1352. Prvním jejím známým držitelem byl roku 1398 Sulko z Kováně. Skalsko tehdy náleželo ke kováňskému statku. Stávala zde i tvrz, písemné zmínky o její existenci ovšem chybí. V roce 1408 bylo Skalsko připojeno k Dražicím a v majetku Dražických z Kunvaldu bylo do roku 1482. Před rokem 1560 prodali majitelé skalského statku Jan Hrzán z Harasova a Václav Ceteňský z Cetně své podíly kostelu svatého Michaela v Praze. V roce 1626 daroval císař Ferdinand II. Štýrský kostel svatého Michala řádu servitů a v jejich majetku zůstalo Skalsko až do roku 1785. Servité postavili skalský zámek jako své letní sídlo, které ale spíše sloužilo úředníkům, a k věži starého skalského kostela přistavěli v roce 1735 novou loď. Po zrušení kláštera servitů za Josefa II. připadlo Skalsko náboženskému fondu a v roce 1809 koupil Skalsko od náboženského fondu francouzský emigrant kníže Karel z Rohanu. Posledními feudálními majiteli statku byla knížata z Thurnu a Taxisu (od roku 1843).
Kromě zmíněného, dnes pseudorenesančního zámku stojí ve vsi barokní, několikrát upravovaný, kostel sv. Vojtěcha. Z původního kostela, který byl zasvěcený svatému Havlu, zůstala pouze věž s erbovní deskou se jmény Jana a Bohuslava z Kunvaldu a Dražic ze druhé poloviny 15. století. V obci se dochovalo i několik lidových statků s krásnými branami. Na vysokém ostrohu nad potokem mezi Skalskem a Sudoměří se nachází původní hradiště a pohřebiště nazývané Zadní hrádek, kolem kterého se rozkládá i stejnojmenná přírodní památka.

## Obyvatelstvo
| Rok            | 1869 | 1880 | 1890 | 1900 | 1910 | 1921 | 1930 | 1950 | 1961 | 1970 | 1980 | 1991 | 2001 | 2011 | 2021 |
| -------------- | ---- | ---- | ---- | ---- | ---- | ---- | ---- | ---- | ---- | ---- | ---- | ---- | ---- | ---- | ---- |
| Počet obyvatel | 558  | 562  | 554  | 588  | 650  | 572  | 556  | 378  | 367  | 337  | 298  | 310  | 371  | 397  | 382  |
| Počet domů     | 76   | 80   | 81   | 82   | 100  | 102  | 108  | 107  | 101  | 89   | 92   | 114  | 127  | 137  | 146  |

## Současnost
Na Skalsku se v současné době nachází mateřská školka, 1. stupeň základní školy. Dále Skalsko disponuje fotbalovým hřištěm, tenisovými kurty, tělocvičnou a kulturním domem, který se lidově nazývá sokolovna. Na Skalsku působí několik zájmových sdružení jako například Sportovní klub Skalsko (SK Skalsko), Sbor dobrovolných hasičů Skalsko (SDH Skalsko) nebo Český červený kříž. Na Skalsku se také nachází nově vybudovaná Malá dráha Skalsko včetně velké zahradní železnice 7"¼ a parostrojního muzea.

## Obecní správa
Od 1. ledna 1980 do 23. listopadu 1990 k obci patřil i Kovanec a od 1. ledna 1986 do 23. listopadu 1990 také Vrátno.

### Územněsprávní začlenění
Dějiny územněsprávního začleňování zahrnují období od roku 1850 do současnosti. V chronologickém přehledu je uvedena územně administrativní příslušnost obce v roce, kdy ke změně došlo:
- 1850 země česká, kraj Jičín, politický okres Mladá Boleslav, soudní okres Bělá;[10]
- 1855 země česká, kraj Mladá Boleslav, soudní okres Bělá;[10]
- 1868 země česká, politický okres Mnichovo Hradiště, soudní okres Bělá;[10]
- 1939 země česká, Oberlandrat Jičín, politický okres Mnichovo Hradiště, soudní okres Bělá pod Bezdězem;[11]
- 1942 země česká, Oberlandrat Praha, politický okres Mladá Boleslav, soudní okres Bělá pod Bezdězem;[12]
- 1945 země česká, správní okres Mnichovo Hradiště, soudní okres Bělá pod Bezdězem;[13]
- 1949 Liberecký kraj, okres Doksy;[14]
- 1960 Středočeský kraj, okres Mladá Boleslav.[15]

### Obecní symboly
Znak a vlajka byly obci uděleny rozhodnutím předsedy Poslanecké sněmovny Parlamentu České republiky dne 18. března 2003.

## Společnost
Ve vsi Skalsko (600  obyvatel, poštovní úřad, telegrafní úřad, telefonní úřad, četnická stanice, katol. kostel) byly v roce 1932 evidovány tyto živnosti a obchody: lékař, zvěrolékař, biograf Sokol, cihelna, holič, 3 hostince, kolář, konsum Svépomoc, 2 kováři, 2 krejčí, mlýn, obuvník, 3 pekaři, 13 rolníků, 2 řezníci, 2 sedláři, 3 obchody se smíšeným zbožím, spořitelní a záložní spolek pro Skalsko, výroba hospodářských strojů Hegr, 2 trafiky, 2 truhláři, obchod s uhlím.

## Doprava
Silniční doprava
- Do obce vedou silnice III. třídy.

Železniční doprava
- Obec Skalsko leží na železniční trati Mladá Boleslav – Mělník v úseku, který je v jízdním řádu uváděn v tabulce 064. Jedná se o jednokolejnou regionální trať, doprava byla v tomto úseku zahájena roku 1905. Přepravní zatížení trati mezi Mšenem a Mladou Boleslaví v roce 2011 činilo obousměrně 7 osobních vlaků.[18]

- Na území obce leží bývalá železniční stanice Skalsko, nynější dopravna D3, která není obsazena personálem. V minulosti ze Skalska vedla i železniční trať Skalsko – Chotětov. Byla to jednokolejná regionální trať, původně vlečka. Provoz na vlečce byl zahájen roku 1881, veřejná osobní doprava byla provozována od roku 1897. Přepravní zatížení trati vlaky pro cestující bylo minimální, jednalo o 2 či 3 páry osobních vlaků denně. Osobní doprava byla zastavena roku 1970, trať zrušena roku 1974.

Autobusová doprava
- V obci měly zastávku v pracovních dnech června 2011 autobusové linky Mšeno-Mladá Boleslav (6 spojů tam i zpět) (dopravce ČSAD Střední Čechy), Mladá Boleslav-Bezno-Katusice (1 spoje tam) a Bělá pod Bezdězem-Bezno-Praha (1 spoj tam i zpět) (dopravce TRANSCENTRUM bus).[19]

## Pamětihodnosti

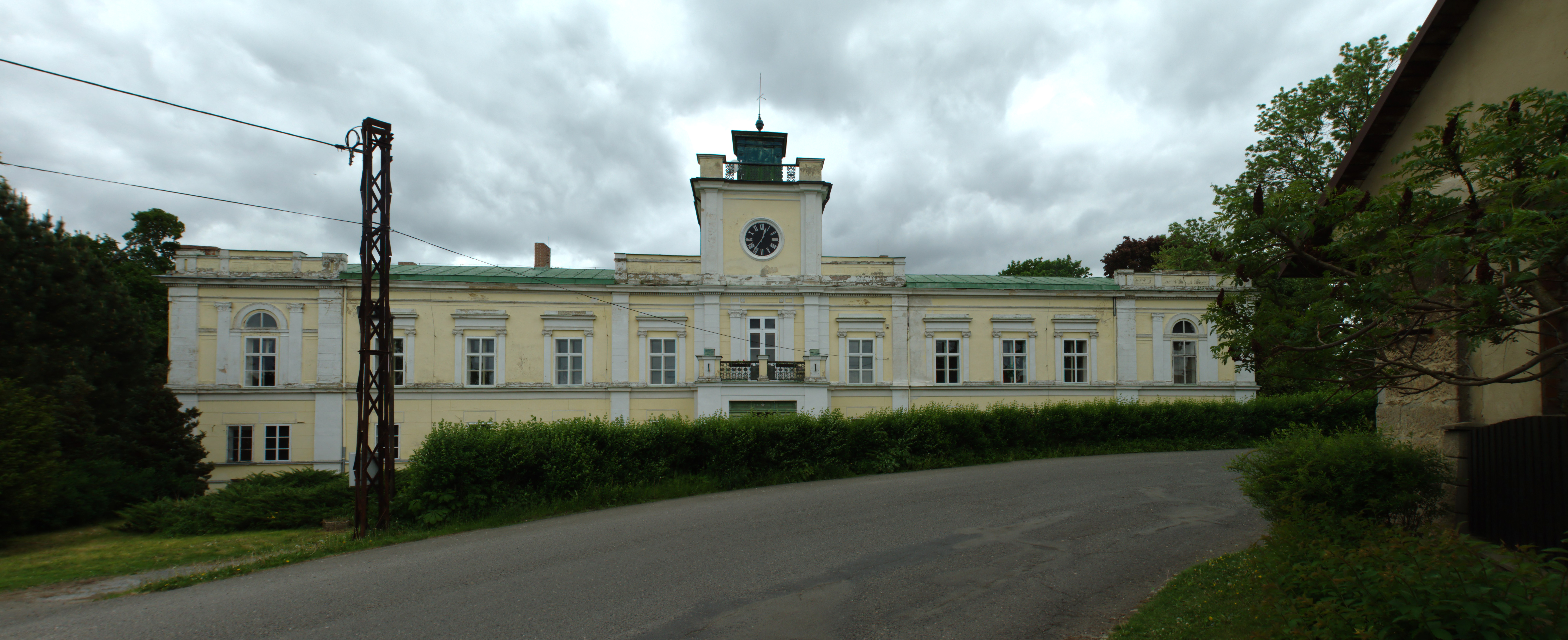
Zámek ve Skalsku

- Ve východní části vesnice stojí skalský zámek založený po polovině sedmnáctého století řádem servitů. Dochovaná novorenesanční podoba je výsledkem přestavby z roku 1878.[20]
- Kostel svatého Havla (svatého Vojtěcha) uprostřed vsi
- Socha svatého Jana Nepomuckého uprostřed návsi
- Fara
- Vila MUDr. J. Kunstýře
- Přírodní útvar Zadní hrádek

## Galerie

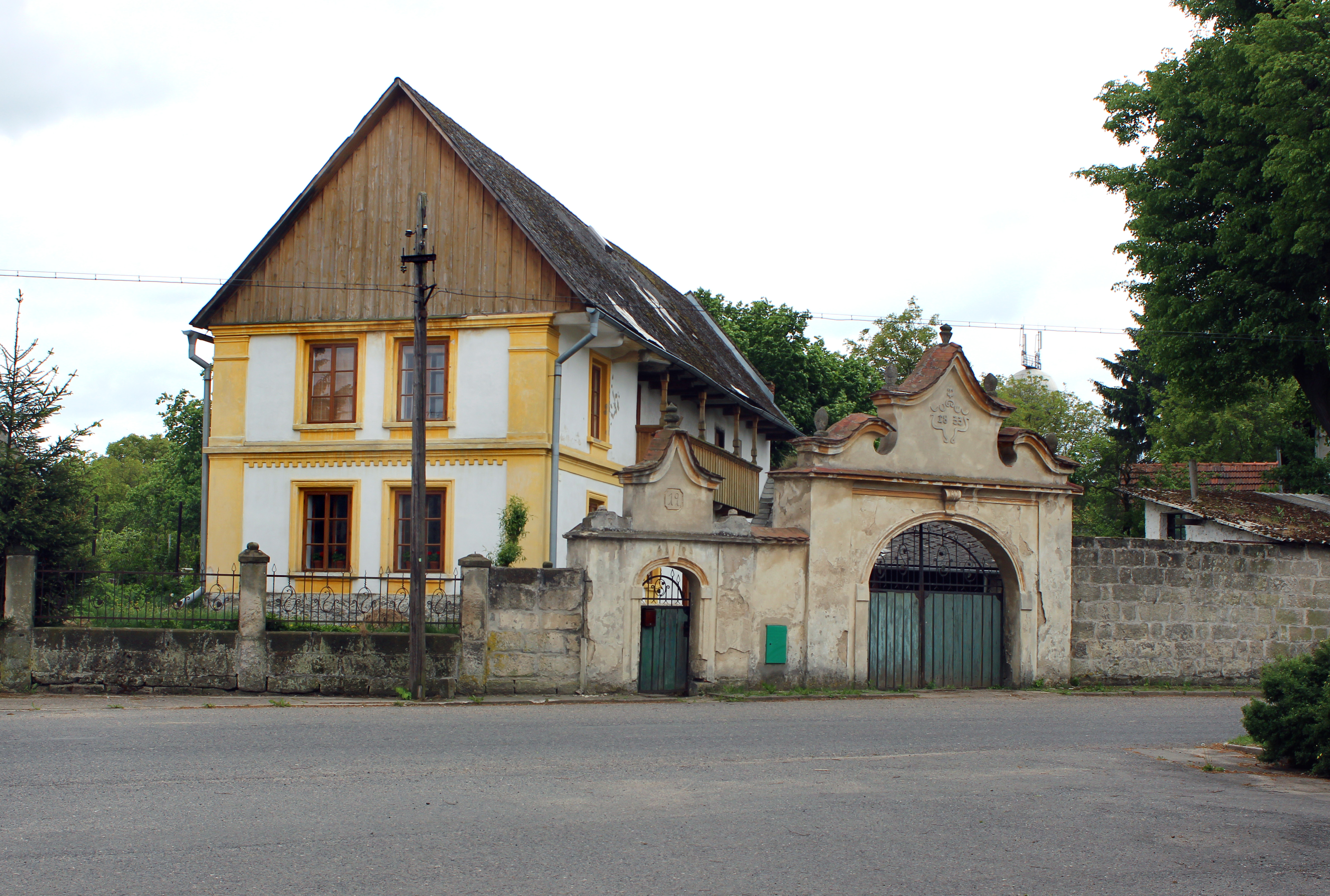
Barokní brána statku
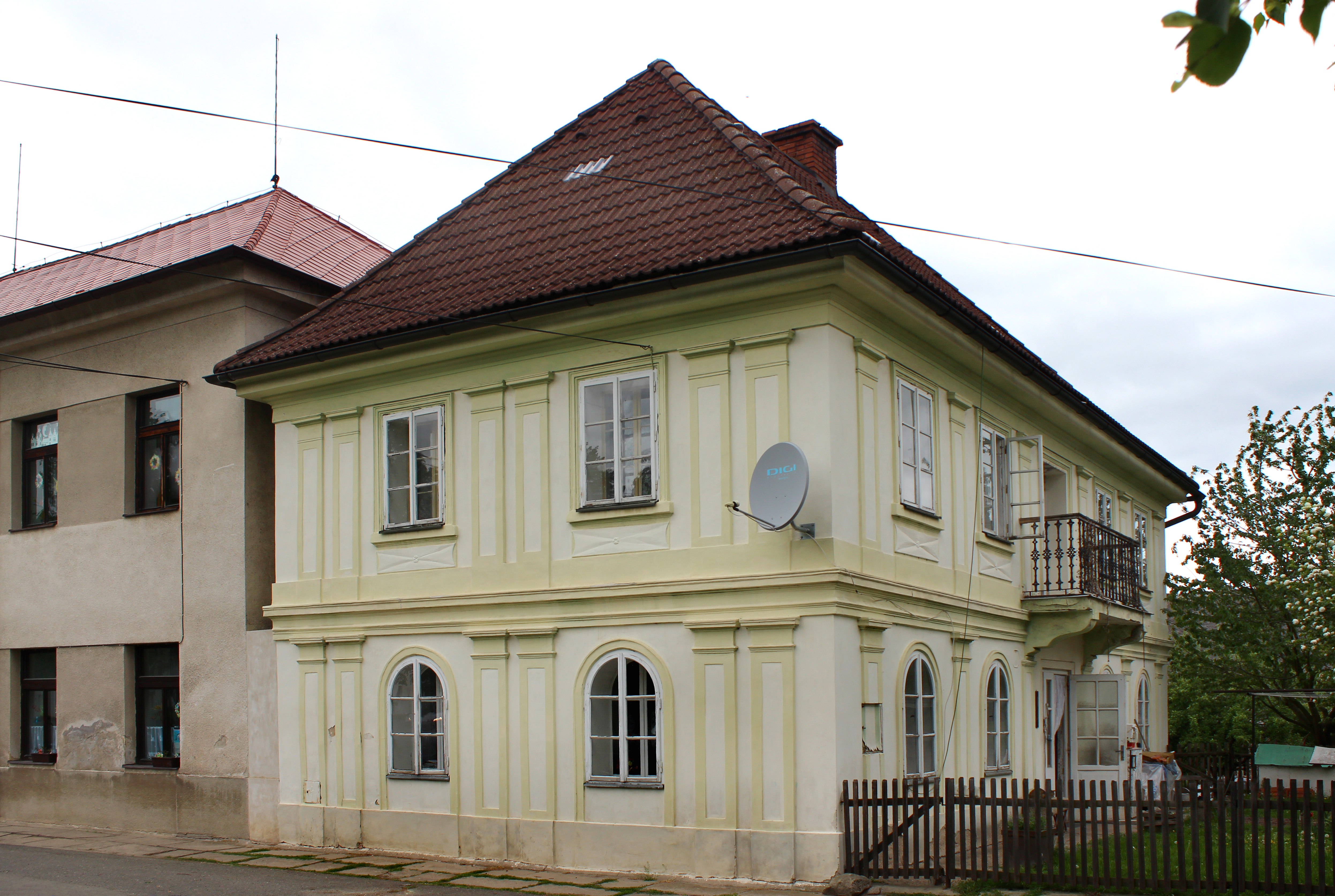
Domy na horní návsi
Místní kostel